# Прапор Старого Села (Давидівська сільська громада)
Пра́пор Старого Села — офіційний символ села Старе Село Львівської області, затверджений 30 вересня 2003 року сесією Старосільської сільської ради.
Автор — А. Гречило.

## Опис прапора
Квадратне полотнище, розділене горизонтально посередині зубчастим січенням на верхню синю та нижню білу смуги, на синьому фоні три жовті дубові листочки (середній вище від двох інших).

## Зміст
Оборонна стіна символізує Старосільський замок. Дубові листки означають місцеву рослинність, уособлюють силу духу, міць і витривалість.